# Correcció política
Correcció política (com a adjectiu, políticament correcte) és un terme que denota llenguatge, idees, polítiques i comportaments vistos d'una manera com si tractaren de minimitzar l'ofensa social i institucional en els contextos relacionats amb el treball, el gènere, l'ètnia, la cultura, l'orientació sexual, la creença religiosa, la discapacitat, i l'edat. En l'ús corrent, el terme és principalment pejoratiu, aplicat més recentment la cultura woke, mentre que el terme políticament incorrecte s'ha usat com una forma implícita i positiva de la seva mateixa descripció.
Aquest moviment es basa principalment en el multiculturalisme i en la desconstrucció del llenguatge per poder afavorir d'aquesta manera la igualtat entre els diferents sectors socials. És un moviment que també es basa en la hipòtesi de Sapir-Whorf, que diu que el llenguatge no actua tan sols com una eina descriptiva sinó també com a creador de realitats.

## Ideologia
Aquest moviment estableix, així mateix, una relació entre llenguatge i poder. Considera que existeix una relació proporcional entre poder, és a dir, la possessió de la paraula, i la influència que amb aquesta es pot exercir. A més, sostenen que aquest poder únicament es troba en mans d'unes majories que trepitgen els drets d'unes minories. Aquesta relació fa que el moviment comenci a controlar tot discurs que pugui perjudicar unes minories excloses de l'accés al poder, a conseqüència de la tradicional discriminació social i lingüística.
Aquest moviment també defensa que el llenguatge és sinònim d'acció, motiu pel qual, és constructor de realitats i, per tant, susceptible de control. Així mateix, existeixen altres opinions que difereixen d'aquesta. És el cas, per exemple, de Lakoff, que considera que aquesta comparació és exagerada, pensa que el llenguatge no és una acció directa, sinó que més aviat seria una possible inducció a l'acció, és a dir, pensa que encara que la paraula no sigui capaç de canviar el món de manera directa tal com ho fan les accions, sí que ho pot fer de manera indirecta actuant en l'àmbit psicològic de l'ésser humà.
A més, aquest moviment no nega la funció denotativa o representativa del llenguatge, ja que és gràcies a aquest que podem designar constantment realitats. Això no obstant, considera que intervenen altres aspectes extralingüístics, raó per la qual és molt difícil deslligar la paraula del context en què es produeix, perquè determinats significats són susceptibles de patir variacions depenent de qui parla i de quin és el context cultural en què es produeixen. És el cas, per exemple, de la paraula nigger. Aquesta pot produir uns efectes tant negatius com positius depenent de qui la pronunciï i en quin context es doni.
El moviment de la correcció es fonamenta en el pensament postmodern de l'antidualisme i en la negació de l'existència d'una veritat universal, objectiva i independent de l'individu i del seu context. Considera que el llenguatge és l'única garantia del coneixement, a partir del seu caràcter interpretatiu. Considera que l'ésser humà i la realitat es desconstrueixen en el llenguatge per poder accedir al vertader coneixement, ja que fora de la construcció lingüística no hi ha res. També neguen l'existència de referents neutrals originals, cosa que explicaria com un mateix referent pot tenir diferents significats en diferents cultures, perquè consideren que el llenguatge sempre va lligat al concepte de valor, sempre cultural i, per tant, relatiu. Segons aquest moviment també, és impossible realitzar descripcions neutres, ja que tota descripció és una interpretació i, en conseqüència, una valoració.

## Als Estats Units
El moviment de la correcció política va sorgir en la dècada dels 60 i 70 als EUA, però va ser durant els anys 80 quan aquest moviment va adquirir popularitat, sobretot en els sectors més progressistes de la societat americana.
Cal tenir en compte que els anys setanta varen ser especialment rellevants en la lluita per la igualtat i els drets civils que va ser protagonitzada, en primer lloc, de manera destacada per la dona i de raça negra.
El moviment va començar la seva actuació dins la universitat, on s'aconseguiren grans avenços respecte a aquesta igualtat social, i més tard van unir-s'hi les reivindicacions d'altres grups socials i culturals que compartien aquest sentiment comú de marginació tant social com lingüística. En un llenguatge políticament correcte, a aquests sectors se'ls denomina subrepresentats socialment i lingüística i aspiren que se'ls reconegui una igualtat i dignitat amb independència del seu origen, sexe, creences, orientació sexual, etc.

## A Espanya
Les primeres manifestacions d'aquest moviment van arribar a l'estat espanyol als anys noranta. Cal tenir present que aquest fenomen sociolingüístic no és una còpia exacta del moviment que va néixer als EUA, ja que les circumstàncies culturals com polítiques en què s'estableix són diferents.
A l'estat espanyol, no hi ha unanimitat a l'hora de determinar què volem dir quan parlem del terme políticament correcte. Vidal proposa substituir el terme anglès Politically Correct per socialment respectuós. Això té sentit, perquè existeix una evident relació entre la manifestació del llenguatge PC i la tradicional substitució eufemística, ja que d'alguna manera, en l'actualitat, allò que es considerava eufemístic es redefineix com el que és políticament correcte i, per tant, passarà a ser sinònim del quedar bé en general.